# 伊利夫

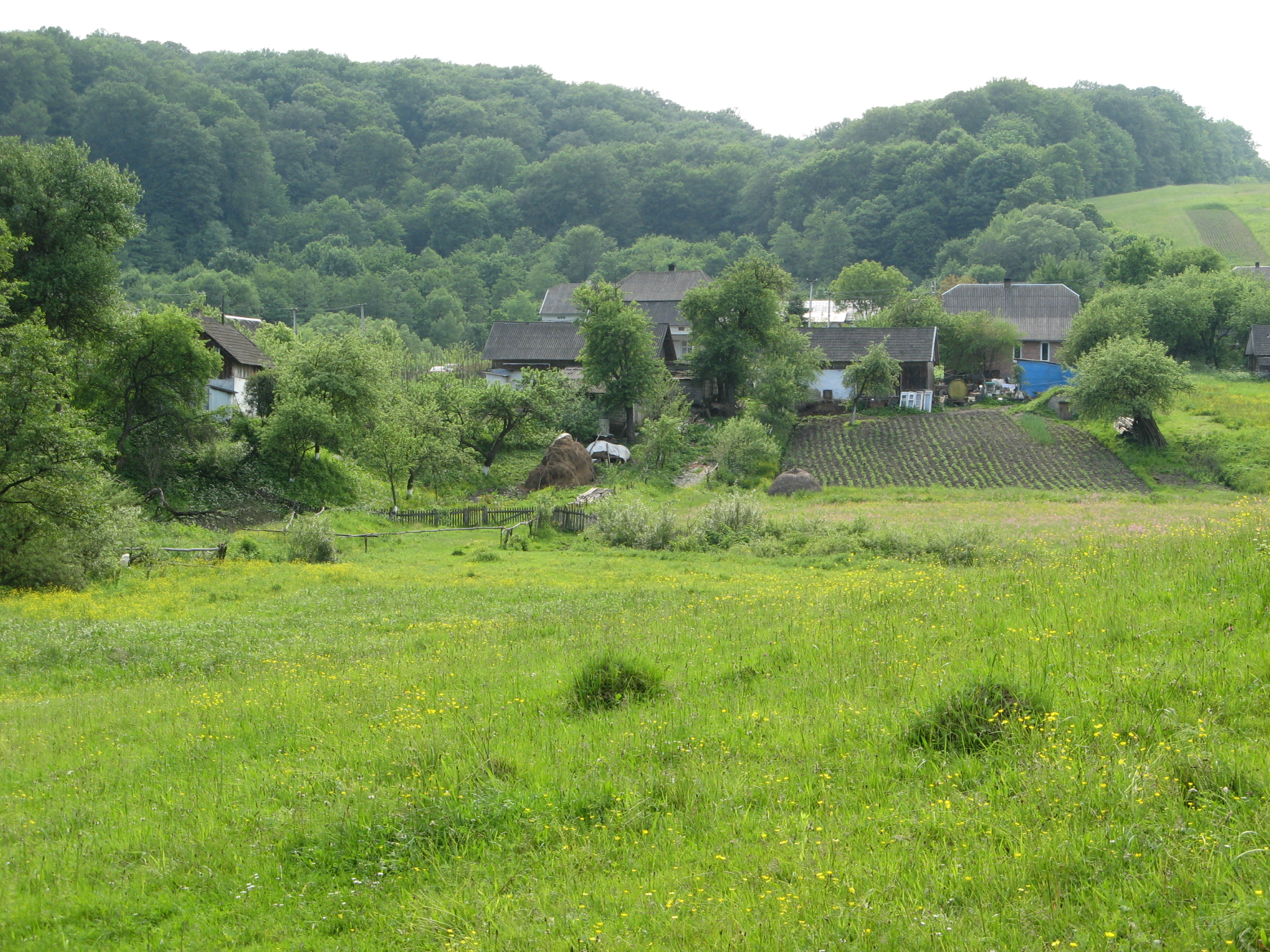

伊利夫（烏克蘭語：Ілів），是烏克蘭的村庄，位於該國西部利沃夫州，由斯特雷區特羅斯佳內茨市鎮負責管轄，處於伊洛韋茨河畔，始建於1400年，面積0.77平方公里，海拔高度328米，2001年人口271。